# Zeit
Die Zeit ist eine physikalische Größe. Das allgemein übliche Formelzeichen der Zeit ist t, ihre SI-Einheit ist die Sekunde s. Im SI-Einheitensystem ist die Zeit eine von mehreren Basisgrößen.
Die Zeit beschreibt die Abfolge von Ereignissen, hat also  eine eindeutige, nicht umkehrbare Richtung. Mit Hilfe der physikalischen Prinzipien der Thermodynamik kann diese Richtung als Zunahme der Entropie, d. h. der Unordnung in einem abgeschlossenen System, bestimmt werden. Aus einer philosophischen Perspektive beschreibt die Zeit das Fortschreiten der Gegenwart von der Vergangenheit kommend und zur Zukunft hinführend. Nach der Relativitätstheorie bildet die Zeit mit dem Raum eine vierdimensionale Raumzeit, in der die Zeit die Rolle einer Dimension einnimmt. Dabei ist der Begriff der Gegenwart nur in einem einzigen Punkt definierbar, während andere Punkte der Raumzeit, die weder in der Vergangenheit noch der Zukunft dieses Punkts liegen, als „raumartig getrennt“ von diesem Punkt bezeichnet werden.
Für die quantitative Angabe einer Zeit wird unterschieden in eine Zeitspanne, deren Nullpunkt durch ein spezielles, jeweils einzeln bekanntes Ereignis festgelegt ist, und einem Zeitpunkt in Bezug zu einem willkürlich festgelegten, aber durch Konvention bekannten Nullpunkt (z. B. „Christi Geburt“ oder „Mitternacht“). Zur Angabe eines Zeitpunkts werden das Kalenderdatum und die Uhrzeit verwendet. Letztere ist als gesetzliche Zeit durch staatliche Regelungen jeweils innerhalb einer Zeitzone einheitlich.
In der Philosophie fragt man seit jeher nach dem Wesen der Zeit, was auch Themen der Weltanschauung berührt. Für die physikalischen, die Bio- und Humanwissenschaften ist die Zeit ein zentraler, auch messtechnisch erfassbarer Parameter, u. a. bei allen bewegten Körpern (Dynamik, Entwicklung), in der Chronobiologie oder der Zeitsoziologie. Die Psychologie untersucht die Zeitwahrnehmung und das Zeitgefühl. Die Ökonomie betrachtet Zeit auch als Wertgegenstand.

## Einführung

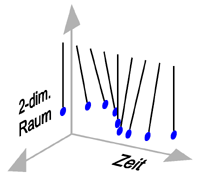
Schwingungsphasen eines Pendels zu verschiedenen Zeiten. In dieser Darstellung des Geschehens findet kein Fließen der Zeit statt.

Die wohl markanteste Eigenschaft der Zeit ist der Umstand, dass es stets eine in gewissem Sinne aktuelle und ausgezeichnete Stelle zu geben scheint, die wir die Gegenwart nennen, und die sich unaufhaltsam von der Vergangenheit in Richtung Zukunft zu bewegen scheint. Dieses Phänomen wird auch als das Fließen der Zeit bezeichnet. Dieses Fließen entzieht sich jedoch einer naturwissenschaftlichen Betrachtung, wie im Folgenden dargelegt wird. Auch die Geisteswissenschaften können die Frage nicht eindeutig klären.
Die Zeit dient in der Physik in analoger Weise wie der Raum zur Beschreibung des Geschehens. Die Physik besagt, dass unter allen denkbaren Strukturen im dreidimensionalen Raum in Kombination mit allen dazu denkbaren zeitlichen Abläufen nur solche beobachtet werden, die den physikalischen Gesetzen gehorchen. Diese kann man ebenso gut in einem vierdimensionalen Raum, der Raumzeit, als unbewegliche Strukturen ansehen, die durch die physikalischen Gesetze bestimmten geometrischen Bedingungen unterworfen sind. Nach Newton ist dabei die Struktur dieser Raumzeit vorgegeben, wobei die Zeit absolute Bedeutung hat; nach Albert Einstein gilt eine spezielle „Relativität der Gleichzeitigkeit“. Etwas, das man als Fließen der Zeit interpretieren könnte, kommt in der Physik nur durch wahrscheinlichkeitstheoretische Begriffe vor, die mit dem Begriff der Entropie zusammenhängen (siehe unten), obwohl die Begriffe Vergangenheit, Gegenwart und Zukunft in den Einsteinschen Theorien mathematisch-präzise sind und messbare Bedeutung haben. Bei genauer Betrachtung erweist es sich aber zunächst als völlig unklar, wie ein Fließen der Zeit in der Sprache der Physik oder Mathematik oder irgendeiner anderen Wissenschaft präzise beschrieben werden könnte.
So ist beispielsweise die Aussage, dass die Zeit fließe, nur dann sinnvoll, wenn eine davon unterscheidbare Alternative denkbar ist. Die naheliegende Alternative der Vorstellung einer stehenden Zeit, beispielsweise, führt jedoch zu einem Widerspruch, da sie nur aus der Sicht eines zweiten Beobachters denkbar ist, für den die Zeit weiterhin verstreicht, sodass der angenommene Stillstand als solcher überhaupt wahrnehmbar ist (siehe auch Kritik der reinen Vernunft von Immanuel Kant: „Könnte man die Zeit anhalten, für wie lange ‚stünde‘ dann die Zeit?“)
Das scheinbare Fließen der Zeit wird daher von vielen Physikern und Philosophen als ein subjektives Phänomen oder gar als Illusion angesehen. Man nimmt an, dass es sehr eng mit dem Phänomen des Bewusstseins verknüpft ist, das sich ebenso einer physikalischen Beschreibung oder gar Erklärung entzieht und dadurch zu den großen Rätseln der Naturwissenschaft und Philosophie zählt. Damit wäre unsere Erfahrung von Zeit vergleichbar mit den Qualia in der Philosophie des Bewusstseins und hätte folglich mit der Realität primär ebenso wenig zu tun wie der phänomenale Bewusstseinsinhalt bei der Wahrnehmung der Farbe Blau mit der zugehörigen Wellenlänge des Lichts.
Hinfällig wäre damit unsere intuitive Vorstellung, es gäbe eine von der eigenen Person unabhängige Instanz nach Art einer kosmischen Uhr, die bestimmt, welchen Zeitpunkt wir alle im Moment gemeinsam erleben, und die damit die Gegenwart zu einem objektiven uns alle verbindenden Jetzt macht.

## Zeit als physikalische Größe
In der Physik ist Zeit (Formelzeichen: {\displaystyle t} oder {\displaystyle \tau } (tau), von lat. tempus (Zeit)) die fundamentale Größe, über die sich zusammen mit dem Raum die Dauer von Vorgängen und die Reihenfolge von Ereignissen bestimmen lassen. Da sie sich bisher nicht auf grundlegendere Phänomene zurückführen lässt, wird sie über Verfahren zu ihrer Messung definiert, wie es auch bei Raum und Masse der Fall ist. Im SI-Einheitensystem wird Zeit in Sekunden (Einheitenzeichen s) gemessen. Daraus leiten sich unmittelbar die Einheiten Minute und Stunde ab, mittelbar (über die Erdbewegung und gesetzlich festgelegte Schaltsekunden) auch Tag und Woche, dazu (abhängig vom Kalender) Monat, Jahr, Jahrzehnt, Jahrhundert und Jahrtausend.

### Zeitmessung

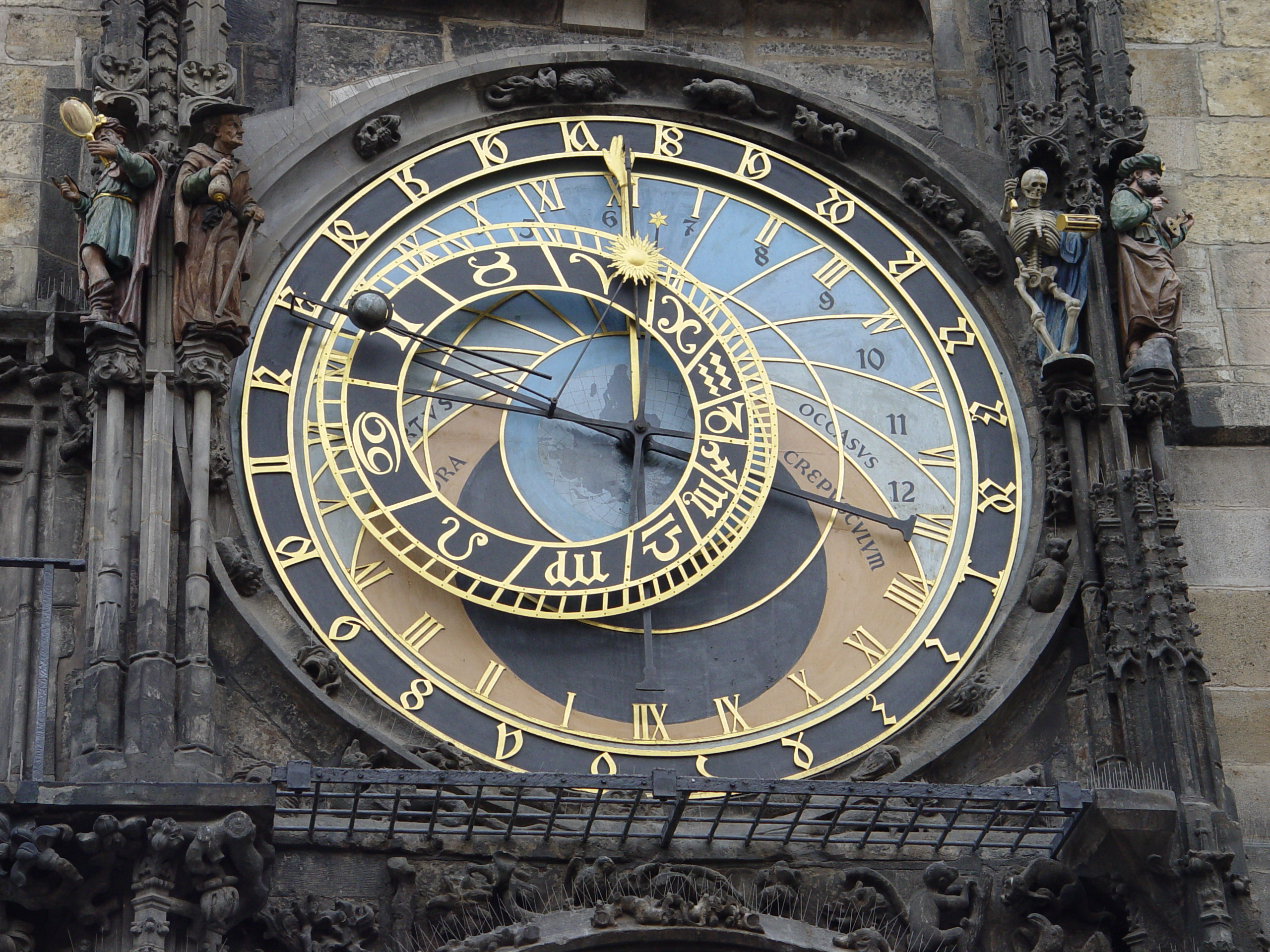
Astronomische Uhr in der Prager Altstadt

Die Zeitmessung ist eine der ältesten Aufgaben der Astronomie. Nachdem in der ersten Hälfte des 20. Jahrhunderts nachgewiesen wurde, dass die Länge des mittleren Sonnentages unregelmäßigen Schwankungen unterliegt und langfristig zunimmt, wurde die Ephemeridenzeit eingeführt, die auf der gleichmäßigeren Planetenbewegung beruhte. Deren Zeiteinheit, die Ephemeridensekunde, wurde 1960 als Sekunde des Internationalen Einheitensystems übernommen. Seit 1967/68 beruht die Definition der SI-Sekunde auf der Periode einer bestimmten Schwingung im 133Cs-Atom, wobei die ursprüngliche Länge der Sekunde möglichst genau beibehalten wurde. Die wichtigsten Zeitskalen sind heute
- die Internationale Atomzeit TAI, deren Einheit die SI-Sekunde auf dem Geoid ist.
- die Universal Time UT1, die vom aktuellen Drehwinkel der Erde abhängt, also eine Form der mittleren Sonnenzeit ist. Sie verläuft unregelmäßig und kann mit einer Genauigkeit von einigen Mikrosekunden gemessen werden.[3]
- die Koordinierte Weltzeit UTC, die dem Sekundentakt der TAI folgt, durch gelegentliche Einfügung von Schaltsekunden aber nur um höchstens 0,9 s von UT1 abweicht. Sie oder eine von ihr abhängende Zonenzeit ist die bürgerliche Zeit.
- die Terrestrische Zeit TT, die 1984 in der Astronomie die Ephemeridenzeit ablöste, um die relativistische Zeitdilatation durch Bewegung und Gravitation korrekt behandeln zu können. Sie stimmt auf dem Geoid sehr genau mit TAI + 32,184 s überein. Daneben gibt es die verwandte Baryzentrisch Dynamische Zeit TDB, die auf dem Geoid um maximal 2 ms von TT differiert, sowie die beiden Koordinatenzeiten TCG und TCB; siehe Dynamische Zeit.

Astronomische Daten und Zeiten werden oft zweckmäßig als Julianisches Datum (JD) oder modifiziert als Modifiziertes Julianisches Datum (MJD) angegeben.
Heute ist die Zeit in der Physik, wie andere Messgrößen auch, operational, das heißt über ein Messverfahren, definiert. Zur Zeitmessung werden hauptsächlich Systeme verwendet, die nach allgemeiner Ansicht periodisch (d. h. nach gleichen Zeitintervallen) in denselben Zustand zurückkehren. Die Zeit wird dann durch das Zählen der Perioden bestimmt. Ein solches Gerät nennt man Uhr. Doch auch monotone Bewegungen können Basis der Zeitmessung sein, z. B. bei den früheren Sand- und Wasseruhren.

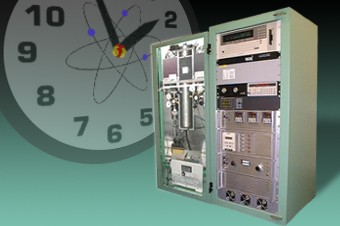
Atomuhr

Eine Uhr ist umso besser, je genauer der periodische Vorgang reproduzierbar ist und je weniger er sich von äußeren Bedingungen beeinflussen lässt, beispielsweise von mechanischen Störungen aufgrund von Schwankungen der Temperatur oder des Luftdrucks. Daher sind Quarzuhren deutlich genauer als mechanische Uhren. Die genauesten Uhren sind Atomuhren, die auf atomaren Schwingungsprozessen beruhen. Damit ist eine relative Gangabweichung von 10−15 erreichbar, was einer Sekunde Abweichung in 30 Millionen Jahren entspricht. Die Frequenz und damit auch als ihr mathematischer Kehrwert die spezielle Zeit der Periodendauer sind die physikalischen Größen, die mit der höchsten Genauigkeit überhaupt messbar sind. Das hat unter anderem dazu geführt, dass die Definition der Längeneinheit Meter mittlerweile auf die Definition der Zeiteinheit Sekunde zurückgeführt wird, indem der Meter so definiert ist, dass das Licht im Vakuum während exakt einer Sekunde 299 792 458 Meter zurücklegt.

### Newtonsche Physik
Isaac Newton beschreibt das Phänomen der Zeit mit den folgenden Worten:

„Die absolute, wahre und mathematische Zeit verfließt an sich und vermöge ihrer Natur gleichförmig und ohne Beziehung auf irgendeinen äußeren Gegenstand.“

Der grundlegende Begriff der „absoluten Zeit“ galt in der Physik lange als „selbstverständlich zutreffend“, von etwa 1700 bis zum Jahr 1905, d. h. bis zur Formulierung der speziellen Relativitätstheorie durch Albert Einstein. Der newtonsche Zeitbegriff liegt auch heute noch dem Alltagsverständnis des Phänomens zugrunde, obwohl sich durch viele Präzisionsmessungen erwiesen hat, dass nicht Newton, sondern eher Einstein „recht hatte“.

### Quantenmechanik
Obwohl die Energie-Zeit-Unschärferelation {\displaystyle \Delta E\Delta t\geq {\frac {\hbar }{2}}} auf den ersten Blick die Form der Heisenbergschen Unschärferelation besitzt, ist sie anderer Natur. In der Quantenmechanik ist die Zeit {\displaystyle t} keine Observable (wie Ort, Energie etc.), sondern ein Parameter. Einen Operator {\displaystyle {\hat {t}}} für eine entsprechende Messgröße kann es nicht geben, denn bei Versuchen, ihn einzuführen, stößt man auf Widersprüche.

### Relativitätstheorie
Durch Entdeckungen im Zusammenhang mit elektromagnetischen Wellen musste der newtonsche Begriff einer absoluten, an jedem Ort im Universum gleichen Zeit aufgegeben werden. Insbesondere ist die Unabhängigkeit  der Lichtgeschwindigkeit von der Geschwindigkeit der bewegten Lichtquelle oder des bewegten Empfängers nicht anders zu erklären, als dass zwei Beobachter zeitliche Abläufe unterschiedlich beurteilen, wenn sie sich relativ zueinander bewegen (siehe Spezielle Relativitätstheorie). Das betrifft sowohl die Gleichzeitigkeit von Ereignissen, die an verschiedenen Orten stattfinden, als auch die Zeitdauer zwischen zwei Treffen zweier Beobachter, die sich zwischen diesen Treffen relativ zueinander bewegen (Zeitdilatation). Da es kein absolut ruhendes Koordinatensystem gibt, ist die Frage, welcher Beobachter die Situation korrekt beurteilt, nicht sinnvoll. Man ordnet daher jedem Beobachter seine sogenannte Eigenzeit zu. Ferner beeinflusst die Anwesenheit von Massen den Ablauf der Zeit, sodass diese an verschiedenen Orten im Gravitationsfeld unterschiedlich schnell verstreicht. Damit ist Newtons Annahme, die Zeit verfließe ohne Bezug auf äußere Gegenstände, nicht mehr haltbar.
Zeit und Raum erscheinen in den Grundgleichungen der Relativitätstheorie fast völlig gleichwertig nebeneinander und lassen sich daher zu einer vierdimensionalen Raumzeit vereinigen. Mathematisch hat man es aber nicht mit einem vierdimensionalen Euklidischen Raum zu tun, dem {\displaystyle \mathbb {R} ^{4}}, sondern mit einem Minkowski-Raum {\displaystyle \mathbb {M} ^{4}}. In diesem Raum haben nicht {\displaystyle x} und {\displaystyle ct} analoge metrische Struktur, sondern z. B. {\displaystyle x} und {\displaystyle ict}, wobei {\displaystyle c} die Lichtgeschwindigkeit und {\displaystyle i} die „imaginäre Einheit“ der komplexen Zahlen ist. Raum und Zeit sind also auch in der speziellen Relativitätstheorie nicht völlig identisch. Damit bleibt die Möglichkeit des besonderen zeitlichen Verhaltens bei thermodynamischen Vorgängen (siehe unten).
Im dreidimensionalen Raum ist die Wahl der drei Koordinatenachsen willkürlich, sodass Begriffe wie links und rechts, oben und unten, vorne und hinten relativ sind. In der speziellen Relativitätstheorie stellt sich heraus, dass auch die Zeitachse nicht absolut ist. So verändern sich mit dem Bewegungszustand eines Beobachters auch die Orientierung seiner Zeit- und Raumachsen in der Raumzeit. Es handelt sich dabei um eine Art Scherbewegung dieser Achsen, die mathematisch mit den Drehungen nahe verwandt ist. Damit lassen sich Raum und Zeit nicht mehr eindeutig trennen, sondern hängen in nichttrivialer Weise voneinander ab (sog. Lorentztransformationen). Die Folge sind Phänomene wie Relativität der Gleichzeitigkeit, Zeitdilatation und Längenkontraktion. Diese im Zusammenhang mit der Relativitätstheorie entdeckten Eigenschaften von Zeit und Raum entziehen sich weitgehend der Anschauung. Sie sind jedoch mathematisch präzise beschreibbar und experimentell auch bestens bestätigt. Allerdings lässt sich durch eine Bewegung die Zeitachse nicht umdrehen, das heißt, Vergangenheit und Zukunft lassen sich nicht vertauschen; die entstehende Theorie behält die grundlegende Eigenschaft der Kausalität.
Zeit ist in der Allgemeinen Relativitätstheorie nicht unbedingt unbegrenzt. So gehen viele Physiker davon aus, dass der Urknall nicht nur der Beginn der Existenz von Materie ist, sondern auch den Beginn von Raum und Zeit darstellt. Nach Stephen W. Hawking hat es einen Zeitpunkt „eine Sekunde vor dem Urknall“ ebenso wenig gegeben wie einen Punkt auf der Erde, der 1 km nördlich des Nordpols liegt.
Martin Bojowald entwickelte 2008 jedoch im Rahmen der Schleifenquantengravitation (SQG) ein theoretisches Modell, in dem das Universum auch vor dem Urknall schon existierte. Die üblichen kosmologischen Modelle der Allgemeinen Relativitätstheorie haben dabei ihre Grenzen aufgrund einer in dem SQG-Modell enthaltenen Singularität.

### Zeitreisen
Die erwähnten relativistischen Effekte lassen sich im Prinzip als Zeitreisen interpretieren. Inwieweit über die Krümmung der Raumzeit und andere Phänomene auch Reisen in die Vergangenheit prinzipiell möglich sind, ist nicht abschließend geklärt. Mögliche Kandidaten sind sogenannte Wurmlöcher, die Bereiche der Raumzeit mit unterschiedlicher Zeit verbinden könnten, ferner spezielle Flugbahnen in der Umgebung eines hinreichend schnell rotierenden Schwarzen Loches und schließlich die Umgebung zweier kosmischer Strings, die hinreichend schnell aneinander vorbeifliegen. Der erforderliche Aufwand für eine praktische Nutzung einer dieser potenziellen Möglichkeiten würde jedoch die heutigen Mittel der Menschheit bei Weitem übersteigen.
Die bei Reisen in die Vergangenheit auftretenden Paradoxe ließen sich im Rahmen der Everettschen Vielwelten-Theorie vermeiden. Danach wäre die Vergangenheit, in die man reist, in einer Parallelwelt angesiedelt. Der ursprüngliche Ablauf der Dinge und der durch die Zeitreise modifizierte würden sich beide parallel und unabhängig voneinander abspielen.

### Zeit und Kausalität
Der Zeitbegriff hängt eng mit dem Kausalitätsbegriff zusammen. So betrachten wir es als selbstverständlich, dass die Ursache vor ihrer Wirkung oder gleichzeitig mit ihr auftritt, genauer gesagt wird jeder Beobachter von korrelierten Ereignissen den Vorgang so beschreiben, dass in seinem Modell des Vorgangs die Wirkung durch die Ursache bedingt ist. Die Vergangenheit ist unveränderlich, sie kann nicht mehr von gegenwärtigen Ereignissen beeinflusst werden. Die Zukunft hingegen hängt von der Gegenwart kausal ab, kann also durch Ereignisse oder Handlungen in der Gegenwart beeinflusst werden.
In der Relativitätstheorie wird die zeitliche Reihenfolge von Ereignissen, die an verschiedenen raumartig getrennten Orten stattfinden, von relativ zueinander bewegten Beobachtern unterschiedlich beurteilt. Das ist genau dann der Fall, wenn die beiden Ereignisse nur durch ein Signal mit Überlichtgeschwindigkeit in Kontakt treten könnten. Könnte eine solche Wechselwirkung mit Überlichtgeschwindigkeit stattfinden, dann könnte man mit folgendem System eine Botschaft in die Vergangenheit schicken:
1. Das Signal wird mit Überlichtgeschwindigkeit an eine genügend weit entfernte Relaisstation geschickt.
2. Diese beschleunigt konventionell vom ursprünglichen Sender weg (alternativ: sie überträgt das Signal konventionell auf eine weitere, sich vom Empfänger weg bewegende Relaisstation, z. B. die andere Seite einer rotierenden Plattform). Dadurch wird das Absendeereignis aus der Vergangenheit in die Zukunft „verschoben“.
3. Schließlich wird das Signal wieder mit Überlichtgeschwindigkeit zurückgesendet. Sind die beteiligten Geschwindigkeiten genügend hoch, so kommt das Signal vor dem Aussenden des Ursprungssignals an.

Daher wäre das Kausalitätsprinzip verletzt. Mitte des 20. Jahrhunderts wurden Vermutungen angestellt, ob es überlichtschnelle Tachyonen geben könnte. Sollten sie mit gewöhnlicher Materie in Wechselwirkung treten können, so wäre die Kausalität verletzt. Die Vermutung der Existenz von Tachyonen hat daher kaum Anhänger.

### Zur Symmetrie der beiden Richtungen der Zeit
Die Gesetze der Physik, die dem Elektromagnetismus und der Gravitation und damit den Phänomenen unseres Alltags zugrunde liegen, sind invariant bezüglich einer Inversion der Zeit. Das bedeutet, dass zu jedem Vorgang, der diesen Gesetzen gehorcht, auch der zeitumgekehrte im Prinzip möglich ist. Diese Aussage steht im Widerspruch zu unserer Alltagserfahrung. Fällt eine Keramiktasse zu Boden, so zerbricht sie in Scherben. Dass sich umgekehrt diese Scherben von selbst wieder zu einer intakten Tasse zusammenfügen, ist dagegen noch nie beobachtet worden. Ein solcher Vorgang stünde jedoch nicht prinzipiell im Widerspruch zu den Naturgesetzen. Er ist lediglich extrem unwahrscheinlich.
Der Hintergrund dieses Umstandes ist eine Wahrscheinlichkeitsüberlegung, die im zweiten Hauptsatz der Thermodynamik formuliert wird. Danach kann in einem abgeschlossenen System vieler Teilchen die Entropie, welche das Maß der Unordnung angibt, praktisch nur zunehmen und damit seine Ordnung abnehmen. Das Gegenteil, eine spontane Zunahme der Ordnung, ist prinzipiell nicht ausgeschlossen, aber umso weniger wahrscheinlich, je größer die Zunahme und je größer die Zahl der beteiligten Teilchen ist. Um z. B. die spontane Wiedervereinigung von Scherben zu einer Tasse erleben zu können, müsste man eine mehr als astronomische Zahl von Scherbenhaufen anlegen und beobachten.
Der zweite Hauptsatz der Thermodynamik – und auch die damit zusammenhängenden Reibungsphänomene – verletzen also die Symmetrie bezüglich der beiden Richtungen der Zeit. Der Satz lässt sich daher auch nicht aus den Grundgesetzen der Physik herleiten, sondern hat die Eigenschaft eines Postulats. Die beiden Richtungen der Zeit verlieren damit ihre Gleichwertigkeit und man spricht vom thermodynamischen Zeitpfeil. Er wird als potenzielle Basis für das Fließen der Zeit von der Vergangenheit in die Zukunft angesehen, so wie wir es in unserer Alltagswelt erfahren.
Oft ist in diesem Zusammenhang von einer Umkehrbarkeit oder Unumkehrbarkeit der Zeit die Rede. Dabei handelt es sich jedoch um eine sprachliche und logische Ungenauigkeit. Könnte jemand die Zeit umkehren, dann sähe er sämtliche Vorgänge nur dann rückwärts ablaufen, wenn sein eigenes, subjektives Zeitempfinden von der Umkehrung ausgenommen würde. Der umgekehrte Lauf der Zeit wäre also nur aus der Sicht eines Beobachters erkennbar, der einer Art persönlicher Zeit unterworfen ist, die weiterhin unverändert vorwärts läuft. Eine solche Spaltung der Zeit in zwei – eine, die im Gedankenexperiment umgekehrt wird, und eine zweite unveränderte – hat jedoch keinen Sinn.
Die Gesetze der Physik, die die Phänomene der schwachen und starken Wechselwirkung beschreiben, sind nicht invariant bezüglich einer Zeitumkehr. Zu einem Prozess im Bereich der Kern- und Elementarteilchenphysik ist der zeitumgekehrte daher nicht unbedingt mit den Gesetzen der Physik verträglich. Er wäre es, wenn er nicht nur zeitumgekehrt, sondern zusätzlich spiegelbildlich betrachtet und mit Antimaterie statt Materie abliefe. Dies ist der Inhalt des CPT-Theorems, das zu den am besten bestätigten Gesetzen der Physik zählt. Aus dem CPT-Theorem folgt, dass Prozesse, welche eine Verletzung der CP-Symmetrie zeigen, wie sie bei einigen Elementarteilchen vorkommen, nicht invariant bezüglich einer Zeitumkehr sein können.
Im Formalismus der Beschreibung von Antimaterie sind Antiteilchen gleichwertig zu gewöhnlichen Teilchen, die sich in gewissem Sinne rückwärts in der Zeit bewegen. In diesem Sinne hat die Paarvernichtung von einem Teilchen mit seinem Antiteilchen eine formale Ähnlichkeit mit einem einzigen Teilchen, das sich an dieser Stelle in die Vergangenheit zurückzubewegen beginnt, sodass es dort doppelt und in der Zukunft gar nicht existiert.

### Grenzen des physikalischen Zeitbegriffs
Es gibt deutliche Hinweise darauf, dass das Phänomen Zeit im Bereich der Planck-Zeit von 10−43 s seine Eigenschaften als Kontinuum verliert. So führt die konsequente Anwendung der bekannten physikalischen Gesetze zu dem Ergebnis, dass jeder Vorgang, der kürzer ist als die Planck-Zeit, nur einem Objekt zugeordnet werden kann, das sofort zu einem Schwarzen Loch kollabieren muss (siehe Planck-Einheiten). Diese Überlegung zeigt, dass die bekannten physikalischen Gesetze jenseits der Planck-Zeit versagen. Eine Klärung der damit verbundenen Fragen erhofft man sich von einer noch zu entwickelnden Theorie der Quantengravitation, die die beiden fundamentalen Theorien der Physik, die Relativitätstheorie und die Quantenphysik, vereinigen würde. In einer solchen Theorie wäre die Zeit im Bereich der Planck-Zeit möglicherweise quantisiert. So geht man beispielsweise in der Loop-Quantengravitation, einem Kandidaten für die Theorie der Quantengravitation, davon aus, dass das Gefüge der Raumzeit ein vierdimensionales, schaumartiges Spin-Netzwerk mit „Blasen“ von der Größenordnung der Planck-Einheiten darstellt. Allerdings darf man sich diesen „Schaum“ nicht in Raum und Zeit eingebettet vorstellen, sondern der Schaum ist in dieser Theorie Raum und Zeit.

## Philosophie
In der Antike haben sich u. a. die Philosophen Heraklit, Platon, Aristoteles und Augustinus mit dem Begriff der Zeit befasst, in der Neuzeit vor allem Newton, Leibniz, Kant, Heidegger und Bergson.
Heraklits Flussbilder, die vom gleichbleibenden Flussbett symbolisiert werden, in dem aber alles fließt (panta rhei), stehen als Metapher für die Zeit. Unwandelbare periodische Übergänge von Tag und Nacht, also die Beständigkeit des Flusslaufes, und die Dynamik seines Fließens stehen als die Einheit der Gegensätze.
Für Platon haben Raum und Zeit keine Wesenheit, sondern sind nur bewegte Abbilder des eigentlich Seienden (Ideenlehre). Für Aristoteles ist der Zeitbegriff untrennbar an Veränderungen gebunden, Zeit ist das Maß jeder Bewegung und kann nur durch diese gemessen werden. Sie lässt sich in unendlich viele Zeitintervalle einteilen (Kontinuum).
Augustinus unterscheidet erstmals zwischen einer physikalisch exakten (messbaren) und einer subjektiven, erlebnisbezogenen Zeit. Zeit und Raum entstanden erst durch Gottes Schöpfung, für den alles eine Gegenwart ist. Das Geheimnis der Zeit fasst Augustinus in folgendem Ausspruch zusammen:
„Was also ist ‚Zeit‘? Wenn mich niemand danach fragt, weiß ich es; will ich es einem Fragenden erklären, weiß ich es nicht.“ (Confessiones XI, 14)
Für Isaac Newton bilden Zeit und Raum die „Behälter“ für Ereignisse, sie sind für ihn ebenso real wie gegenständliche Objekte: „Zeit ist, und sie tickt gleichmäßig von Moment zu Moment.“ In der Naturphilosophie dominiert Newtons Auffassung, weil sie ermöglicht, Zeit und Raum unabhängig von einem Bezugspunkt oder Beobachter zu beschreiben.
Im Gegensatz dazu meint Gottfried Wilhelm Leibniz, dass Zeit und Raum nur gedankliche Konstruktionen sind, um die Beziehungen zwischen Ereignissen zu beschreiben. Sie haben kein „Wesen“ und es gebe daher auch keinen „Fluss“ der Zeit. Er definiert die Zeit so: „Die Zeit ist die Ordnung des nicht zugleich Existierenden. Sie ist somit die allgemeine Ordnung der Veränderungen, in der nämlich nicht auf die bestimmte Art der Veränderungen gesehen wird.“
Nach Immanuel Kant ist die Zeit ebenso wie der Raum eine „reine Anschauungsform“ des inneren Sinnes. Sie seien unser Zugang zur Welt, gehörten also zu den subjektiv-menschlichen Bedingungen der Welterkenntnis, in deren Form das menschliche Bewusstsein die Sinneseindrücke erlebt.
Kant schreibt ihr jedoch eine empirische Qualität für Zeitmessungen und entfernte Ereignisse zu. Wir können die Zeit aus unserer Erfahrung nicht wegdenken und auch nicht erkennen, ob sie einer – wie auch immer gearteten – Welt an sich zukommt. In ähnlicher Weise beschreibt Martin Heideggers Hauptwerk Sein und Zeit letztere als eine Wirklichkeit, die das Menschsein zutiefst prägt.

## Psychologie
Zwischen der subjektiv wahrgenommenen Zeit und der objektiv messbaren bestehen oft deutliche Differenzen. Die folgenden Abschnitte sollen diese kurz und übersichtlich darstellen.

### Die Wahrnehmung der Zeitdauer
Die Wahrnehmung der Zeitdauer hängt davon ab, was in der Zeit passiert. Ein ereignisreicher Zeitraum erscheint kurz, „vergeht wie im Flug“. Hingegen dauern ereignisarme Zeiträume manchmal quälend lange. Von dieser Beobachtung leiten sich auch die Begriffe Kurzweil und Langeweile ab.
Paradoxerweise empfindet man im Rückblick die Zeiten gerade umgekehrt: In ereignisreichen Zeiten hat man viele Informationen eingespeichert, sodass dieser Zeitraum lange erscheint. Umgekehrt erscheinen ereignisarme Zeiten im Rückblick kurz, da kaum Informationen über sie gespeichert sind.

### Die Wahrnehmung der Gleichzeitigkeit
Gleichzeitigkeit in der Wahrnehmung ist komplexer, als es auf den ersten Blick den Anschein hat. Es gibt verschiedene Schwellen:
- Die Schwelle, ab der zwei Ereignisse als getrennt erkannt werden, ist vom jeweiligen Sinnesorgan abhängig. So müssen beim Menschen optische Eindrücke 20 bis 30 Millisekunden auseinanderliegen, um zeitlich getrennt wahrgenommen zu werden, während für akustische Wahrnehmungen bereits drei Millisekunden ausreichen.
- Die Schwelle, ab der die Reihenfolge zweier Reize unterschieden werden kann, ist unabhängig von der Art der Wahrnehmung etwa 30 bis 40 Millisekunden, richtet sich aber stets nach der langsamsten Reizübertragung.
- Darüber hinaus ist die Wahrnehmung der Gegenwart durch einen Drei-Sekunden-Zeitraum angegeben, dieser Zeitraum wird als Gegenwartsdauer bezeichnet.

## Biologie
Fast alle Lebewesen, bis hin zum Einzeller, besitzen eine biologische innere Uhr, die sich mit dem Tag-Nacht-Wechsel und anderen natürlichen Zyklen synchronisiert. Die innere Uhr zum Tagesrhythmus läuft aber auch ohne Tageslicht, wie an Pflanzen in der Dunkelheit gezeigt werden konnte, aber auch an Menschen in Bunker-Experimenten, in denen die freiwilligen Versuchspersonen ohne jeden Hinweis auf äußere Zeitrhythmen lebten. Dabei stellte sich nach einiger Zeit ein konstanter Wach-Schlaf-Rhythmus von im Mittel etwa 25 Stunden ein. Man bezeichnet ihn als circadianen Rhythmus (von lat. circa, ungefähr, und lat. dies, Tag).

## Vergleichende Kulturwissenschaft
Die vergleichende Kulturwissenschaft und die philosophische Reflexion darauf führen immer mehr zu der Einsicht, dass es die Zeit als anthropologische Konstante, die allen Menschen gleicherweise zukommt, überhaupt nicht gibt. Vielmehr existieren kulturspezifische Zeitauffassungen mit diversen Strukturen, wie:
- die zyklische der Vorsokratiker und der Naturethnien, die sich in der Annahme von der ewigen Wiederkehr des Gleichen dokumentiert,
- die eschatologische, die einen Anfang hat und auf ein Endziel gerichtet ist und auch die vormoderne Geschichtsauffassung bestimmt,
- die gradlinig-kontinuierliche, aus der Vergangenheit kommende und über die Gegenwart in die Zukunft gehende, die in der traditionellen Physik zugrunde gelegt wird und die wir heute zumeist als universell unterstellen, die aber ein westliches Kulturprodukt ist.

## Soziologie und Gesellschaft
Aus soziologischer Sicht sind Zeitstrukturen notwendig, um die Bürger vom Entscheidungsstress zu entlasten (A. Gehlen), ihre bürgerlichen Pflichten festzusetzen, ihre Angelegenheiten zu verwalten und ihre Handlungen zu koordinieren. Hilfreich dafür sind Kalender mit festgelegten Zeitrhythmen (Jahr, Monate, Wochen, Sonn- und Feiertage usw.) und Funktionen (z. B. kirchlich, national oder international wiederkehrende Anlässe, deren es zu gedenken gilt). Je nach der Komplexität gesellschaftlicher Ordnung werden Zeitfenster zur Einteilung der Lebensalter mit ihren jeweiligen Funktionen bestimmt: Säuglingsalter, Zeit der Kindheit, Jugendlichenalter, Zeit des Erwachsenseins, Greisenalter oder: Kindergartenzeit, Schulzeit, Zeit des Studiums bzw. Lehrzeit, Erwerbsarbeitszeit, Freizeit. Innerhalb dieser gesellschaftlichen Zeitfestlegungen fädeln die Bürger ihre individuellen Biographien auf: z. B. Geburt, Initiationsriten (Taufe o. Ä.), Schuleintritt, schulische Karriere, Studium oder Berufseintritt, Heirat etc.

## Zeit und Recht
Welche gesetzliche Zeit an welchem Ort gilt, ist eine politische Entscheidung des jeweiligen Staates. In Deutschland steht das Recht der Zeitbestimmung nach Art. 73 Abs. 1 Nr. 4 GG allein dem Bund zu. Die Zeit in Deutschland wurde bis 12. Juli 2008 durch das Gesetz über die Zeitbestimmung und wird seither durch das Einheiten- und Zeitgesetz geregelt.

## Zeit in der Literatur
- Walter Biemel untersucht in seinem Buch Zeitigung und Romanstruktur. Philosophische Analysen zur Deutung des modernen Romans[13] am Beispiel der fünf Romane Der Nachsommer von Adalbert Stifter, Madame Bovary von Gustave Flaubert, Der Zauberberg von Thomas Mann, A Fable von William Faulkner und La Casa Verde (Das grüne Haus) von Mario Vargas Llosa die Mannigfaltigkeit des Zeitigens, wobei in jedem Roman ein anderes Schwergewicht, eine andere Wirklichkeitsdeutung sichtbar wird.
- Im Roman Der Zauberberg von Thomas Mann ist die Zeit ein zentrales Motiv,[14] verwoben mit der Leben/Tod-Thematik. In ihm wird u. a. erörtert, inwieweit „Interessantheit und Neuheit des Gehalts die Zeit vertreibe, das heißt: verkürze, während Monotonie und Leere ihren Gang beschwere und hemme“ (kurzfristig). Erörtert wird auch das Problem der „Erzählbarkeit“ von Zeit, des Zusammenhangs zwischen der Dauer eines Berichts und der Länge des Zeitraums, auf den er sich bezieht (Erzählzeit, erzählte Zeit). Die letzten beiden Kapitel raffen sechs für den Romanhelden von Routine und Monotonie geprägte Jahre. Dabei verarbeitet Mann Arthur Schopenhauers „zeitloses Jetzt“, lat. nunc stans. Der Asymmetrie im Romanaufbau entspricht auf der Erzählebene eine verzerrte Wahrnehmung der Zeit durch den Protagonisten selbst.
- Im Roman Auf der Suche nach der verlorenen Zeit von Marcel Proust bemerkt der Romanheld, dass die Vergangenheit einzig in seiner Erinnerung bewahrt ist. Er erkennt am Ende seines Lebens, dass ein Roman seiner Erinnerungen die letzte Möglichkeit ist, das Kunstwerk zu schaffen, das er sich vorgenommen hatte. So endet das Buch damit, dass der Autor beginnt, es zu schreiben. Die „verlorene Zeit“ ist mehrdeutig:
  - Zeit, die der Erzähler vergeudet hat,
  - Zeit, die unwiederbringlich verloren ist, wenn sie nicht in der Erinnerung oder in einem Kunstwerk konserviert wurde,
  - die Erinnerungen oder Imaginationen, die Namen oder Gegenstände hervorrufen.
- Zeit ist das zentrale Kernthema in dem 1973 erschienenen Roman Momo des deutschen Schriftstellers Michael Ende.
- „Die Zeit heilt alles, dachte ich, außer die Wahrheit.“ (Carlos Ruiz Zafón)[15]
- Martin Amis veröffentlichte 1991 seinen Roman Pfeil der Zeit (engl. Time's Arrow), in dem die Zeit – mit allen interessanten Konsequenzen – rückwärts läuft.
- Weitere Gedankenexperimente unternahm Alan Lightman in seinem 1992 erschienenen Roman Und immer wieder die Zeit (engl. Einstein’s Dreams); dort verläuft die Zeit nicht gleichmäßig, sondern treibt Kapriolen wie Sprünge, Verzögerungen oder Umkehrungen.
- Über die Zeit hinaus weist Andreas Gryphius:

Mein sind die Jahre nicht.

Die mir die Zeit genommen;

Mein sind die Jahre nicht,

Die etwa möchten kommen;

Der Augenblick ist mein,

Und nehm ich den in acht,

So ist der mein,

Der Jahr und Ewigkeit gemacht.

## Musik als Medium in der Zeit
Als Musik ist Zeit nicht nur durch das Metrum, zum Beispiel Tempus, zu verstehen, sondern durch die Schwingung selbst und jede denkbare praktische Involvierung. Derart tritt Zeit als elementare Voraussetzung der Musik auf. Musik ist von den Künsten der Zeit am nächsten, was durch entsprechende Stellungnahmen, Musik sei besonders flüchtig und ein „Medium in der Zeit“, betont wird. Musik jenseits der Zeit wird indes von Musikern oft angesteuert und bildet damit einen eigenen theoretischen Horizont.

### Spezielleres
- Was ist Gleichzeitigkeit? aus der Fernseh-Sendereihe alpha-Centauri (ca. 15 Minuten). Erstmals ausgestrahlt am 10. Juni 2001.
- Gibt es Antigravitation? aus der Fernseh-Sendereihe alpha-Centauri (ca. 15 Minuten). Erstmals ausgestrahlt am 4. Feb. 2004.
- Was ist Zeit in der SRT? aus der Fernseh-Sendereihe alpha-Centauri (ca. 15 Minuten). Erstmals ausgestrahlt am 5. Juli 2006.
- A Walk Through Time National Institute of Standards and Technology, nist.gov, abgerufen am 12. März 2012.